# Est de l'Ontario

Est de l'Ontario.

L’Est de l'Ontario, ou Est ontarien, est une région de la province canadienne de l'Ontario. Elle s'étend d'Ottawa au fleuve Saint-Laurent. En 2014, la population s'élevait à 1 647 000 habitants dont 41,3 % de franco-ontariens.

## Géographie

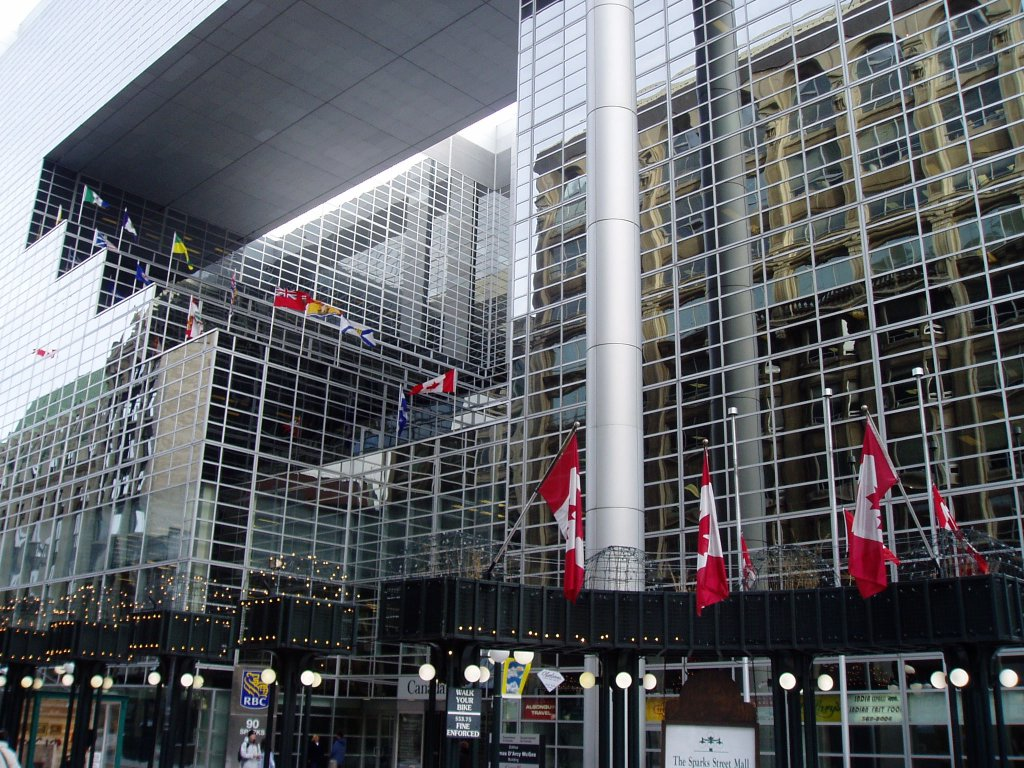
Centre-ville d'Ottawa.

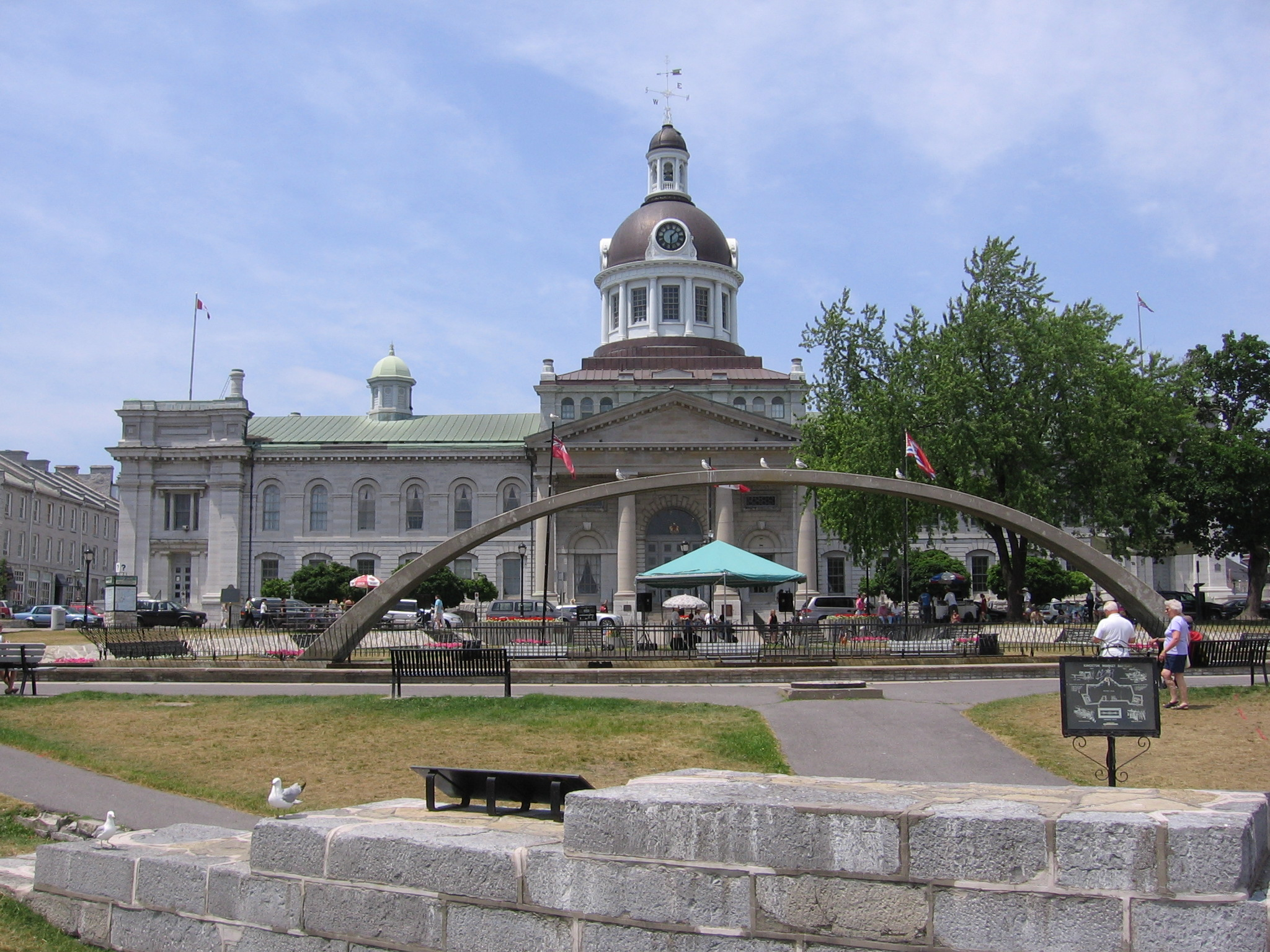
Hôtel de ville de Kingston.

L'Est de l'Ontario s'insère dans les basses terres du Saint-Laurent entre le fleuve Saint-Laurent au sud et son affluent, la rivière des Outaouais au nord. Elle est bornée à l'ouest par les régions du Centre de l'Ontario et du Nord-Est de l'Ontario. Elle est limitrophe des régions de l'Outaouais, des Laurentides et de la Montérégie au Québec. L'État américain de New York est située sur la rive opposée du Saint-Laurent. Le projet de préservation du caractère visuel de l’est de l’Ontario a pour mandat de déterminer ce qui rend cette région si spéciale et de codifier ces traits. La région comprend les comtés et équivalents de Prescott et Russell, Stormont, Dundas et Glengarry, Lanark, Renfrew, Leeds et Grenville, Frontenac et Ottawa. 

## Histoire
Les explorateurs français et les coureurs des bois étaient les premiers européens à travailler en cette région. Samuel de Champlain a traversé la rivière des Outaouais en 1615 pour explorer la région des Grands Lacs. Le fort Frontenac est le berceau et l'ancien nom de la ville de Kingston. La construction du Fort Frontenac débuta en juillet 1673, sur ordre de Louis de Buade de Frontenac. Ce fort devait protéger Montréal qui était à cinq jours de canot et favoriser l'expansion de la colonie canadienne, par les Français, afin d'établir des postes de traite de fourrures à l'intérieur de l'Amérique du Nord, dans la région des Grands Lacs et la vallée de l'Ohio. L'Est de l'Ontario est aussi influencé par les Loyaliste de l'Empire-Uni qui sont venus dans la région après la révolution américaine. Les comtés Prescott et Russell, Stormont, Dundas et Glengarry, Renfrew et la ville d'Ottawa avaient une grande population de Franco-Ontariens.

## Principales villes
- Ottawa
- Kingston
- Belleville
- Cornwall
- Brockville
- Rockland
- Pembroke
- Hawkesbury
- Smiths Falls
- Carleton Place
- Renfrew
- Petawawa
- Arnprior
- Embrun
- Perth
- Almonte
- Prescott
- Gananoque
- Napanee

## Démographie
La plus grande ville en l'Est de l'Ontario est Ottawa qui représente environ 60 % de la population de la région. Kingston est la deuxième plus grande ville. Kingston était historiquement important. La ville a été la première capitale fédérale de la province du Canada.

## Économie
Boisés Est, association française créée en 1998, regroupe 165 propriétaires de boisés privés de l'Est de l'Ontario. Le Réseau agroalimentaire de l'Est ontarien (RAEO) promeut les produits agricoles et alimentaires de la région. Il tient l'événement De la Ferme à la Fourchette en septembre. 